# Штуцер (деталь)

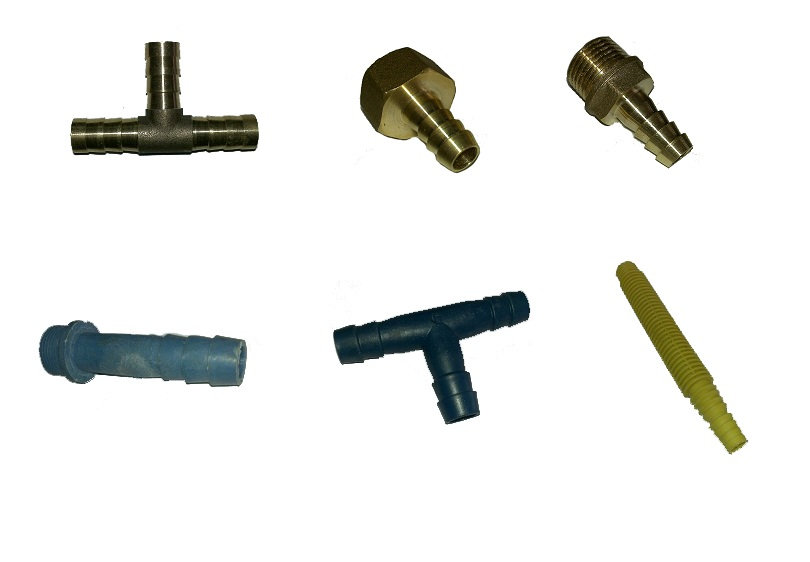
Приклади штуцерів.

Шту́цер (від нім. Stutzen) — короткий патрубок (відрізок труби), втулка з малим отвором для створення перепаду тиску або для з'єднування (з допомогою різі) між собою труб, приєднування їх до резервуарів тощо. Зокрема, штуцер — деталь трубопроводу або його з'єднувального вузла, що являє собою втулку, один з кінців якої має внутрішню або зовнішню нарізь для кріплення до різних ємностей або трубопроводів. Форма іншого кінця штуцера залежить від способу приєднання до подальших деталей. Штуцер вкручують, приварюють або припаюють до трубопроводів, резервуарів, картерів і т. ін. Штуцером називають також відрізок труби невеликого діаметра (10-20 мм) для випуску води чи повітря, відбору рідини з трубопроводу з метою вимірювання її тиску, температури та інших параметрів.
Інше значення — дросель; дросельний пристрій.
Штуцер встановлюють на виході потоку із газової, нафтової, газліфтної (іноді насосних) свердловин у системі поверхневого обладнання для регулювання дебіту свердловин. Можуть встановлюватися і на будь-яких інших трубопроводах.
Штуцер вибійний — штуцер, який встановлюється в експлуатаційній колоні на вибої продуктивної свердловини і обмежує приплив флюїду та регулює вибійний тиск, збільшуючи термін експлуатації свердловини. У деяких штуцерах використовують автоматичні вимикачі для зупинки припливу флюїду у випадку перевищення запланованих норм темпу відбору.

## Різновиди штуцерів
Розрізняють штуцери:
- а) втулкові — втулка з отвором малого дебіта (3-15 мм);
- б) дискові — диск з отворами різного діаметра, обертанням якого навколо свого центра на шляху потоку встановлються отвір необхідного розміру;
- в) швидкозмінні — штуцер і втулка монтуються в пробковому крані із спеціальними отворами по боках; поворотом пробки-крана на 900 штуцер-втулку вибивається із конусного сідла і змінюється на нову; зворотним повором на 900 штуцер встановлюється в робоче положення;
- г) з регульованим прохідним отвором — у конусне сідло вводиться (або виводиться) конусна голка, яка змінює прохідний отвір; рух голки здійснюють вручну або від електродвигуна.